# 陈思恭 (1914年)
陈思恭（1914年10月—1994年4月），男，陕西安定人，中华人民共和国政治人物，曾任青海省民政厅厅长，中共青海省委组织部部长，山西省人大常委会副主任。